# Time Machine (album)
Time Machine – dwupłytowy album studyjny amerykańskiego gitarzysty Joe Satrianiego. Wydawnictwo ukazało się 26 października 1993 roku nakładem wytwórni muzycznej Relativity Records. Płyta dotarła do 95. miejsca listy Billboard 200 w Stanach Zjednoczonych.
27 października 1994 roku wydawnictwo uzyskało status złotej płyty w USA. Pochodząca z płyty kompozycja „ All Alone” była nominowana do nagrody Grammy w kategorii Best Rock Instrumental Performance.

## Twórcy
Opracowano na podstawie materiału źródłowego.
- Joe Satriani – gitara basowa, gitara rytmiczna, gitara prowadząca, instrumenty klawiszowe, śpiew, produkcja muzyczna
- Matt Bissonette – gitara basowa
- Stu Hamm – gitara basowa
- Doug Wimbish – gitara basowa
- Simon Phillips – perkusja
- Gregg Bissonette – perkusja
- Jeff Campitelli – perkusja, programowanie perkusji
- Jonathan Mover – perkusja
- Bongo Bob Smith – programowanie perkusji
- Phil Ashley – instrumenty klawiszowe
- John Cuniberti – produkcja muzyczna, realizacja dźwięku, programowanie perkusji
- David Bianco – realizacja dźwięku
- Andy Johns – produkcja muzyczna
- Tom Coster – organy

## Lista utworów
Opracowano na podstawie materiału źródłowego.
| CD 1 |
| --- |
| 1. „ Time Machine” – 5:07 2. „ The Mighty Turtle Head” – 5:12 3. „ All Alone” (Mal Waldron) – 4:22 4. „ Banana Mango II” – 6:05 5. „ Thinking of You” – 3:57 6. „ Crazy” – 4:06 7. „ Speed of Light” – 5:14 8. „ Baroque” – 2:15 9. „ Dweller On the Threshold” – 4:15 10. „ Banana Mango” – 2:44 11. „ Dreaming #11” – 3:37 12. „ I am Become Death” – 3:56 13. „ Saying Goodbye” – 2:54 14. „ Woodstock Jam” – 16:07 |

| CD 2 |
| --- |
| 1. „ Satch Boogie” – 3:58 2. „ Summer Song” – 5:01 3. „ Flying in a Blue Dream” – 5:24 4. „ Cryin'” – 5:54 5. „ The Crush of Love” – 5:40 6. „ Tears in the Rain” – 1:58 7. „ Always with Me, Always with You” – 3:21 8. „ Big Bad Moon” – 4:57 9. „ Surfing with the Alien” – 2:51 10. „ Rubina” – 6:44 11. „ Circles” – 4:14 12. „ Drum Solo” – 2:14 13. „ Lords of Karma” – 5:43 14. „ Echo” – 7:49 |

## Listy sprzedaży
| Lista         | Kraj              | Pozycja |
| ------------- | ----------------- | ------- |
| Billboard 200 | Stany Zjednoczone | 95      |
| MegaCharts    | Holandia          | 72      |